# Linoleoil-CoA desaturasi
La linoleoil-CoA desaturasi è un enzima appartenente alla classe delle ossidoreduttasi, che catalizza la seguente reazione:
linoleoil-CoA + AH2 + O2 ⇄ γ-linolenoil-CoA + A + 2 H2O
È una proteina ferrica. L'enzima del fegato di ratto è un sistema che coinvolge il citocromo b5 e la citocromo-b5 reduttasi (numero EC 1.6.2.2).